# Niels Erik Eskildsen
Niels Erik Eskildsen (født 27. juni 1954 i Kjellerup, død 22. september 2006 i Aarhus) var en dansk politolog og politiker, der var viceborgmester og rådmand i Aarhus Kommune, valgt for SF.
Eskildsen flyttede til Aarhus for at læse statskundskab og blev cand.scient.pol. fra Aarhus Universitet i 1989.
Den politiske løbebane begyndte dog allerede i 1986, hvor han blev medlem af Århus Amtsråd for SF. Han skiftede spor ved kommunalvalget i 1993 og stillede op til Århus Byråd. Efter valget blev han rådmand for magistratens 1. afdeling med ansvar for beskæftigelsesområdet i stedet for Lone Hindø. Senere blev han rådmand for skole- og kulturområdet og fra 2002 for sundhed og omsorg. Fra 2002 var han tillige viceborgmester. Forud for hans død var der massiv kritik af ældreplejen i Aarhus, og i nekrologerne blev det nævnt, at kritikken tog hårdt på ham. Det blev også fremhævet, at der stod bred politisk respekt om ham.
Niels Erik Eskilden blev fundet død i sit hjem i Kolt og døde angiveligt af naturlige årsager. Han havde forinden været syg gennem en længere periode.